# Пітер Опійо
Пітер Опійо Одіамбо (англ. Peter Opiyo Odhiambo; нар. 1 серпня 1992, Бондо, Кенія) — кенійський футболіст, півзахисник клубу «Найробі Сіті Старз».

## Клубна кар'єра
Футболом розпочав займатися в «Таскері». У січні 2008 року підписав контракт з «Тхіка Юнайтед». Потім грав в оренді в індійському клубі «Віва Керала». У лютому 2010 року перейшов в оренду до «Гор Магія», в якому виступав до 2011 року. По ходу сезону 2011 року повернувся до «Тхіки Юнайтед». У 2012 році повернувся до «Таскера». У 2013 році приєднався до «АФК Леопардс», допомігши клубу стати віце-чемпіонами Прем'єр-ліги та завоювати 9-й кубок президента. Відзначився єдиним та переможним голом у воротах «Гор Магія».
11 березня 2014 року підписав 2-річний контракт з представником вищого дивізіону чемпіонату Фінляндії ФК «Яро». 15 березня того ж року дебютував за нову команду в поєдинку кубку Фінляндії проти «Гямеенлінна», проте не зміг допомогти уникнути «Яро» поразки (1:2) та вильоту з турніру. В команді був основним гравцем
Після переговорів з «АФК Леопардс» під час червневого трансферного вікна, півзахисник збірної Кенії 25 липня 2016 року підписав контракт з клубом Другого дивізіону чемпіонату Катару «Аль-Маркія», якому того ж сезону допоміг підвищитися в класі.
З грудня 2015 року, будучи вільним агентом з моменту відходу з «Яро», у червні 2016 року проводив переговори з 13-разовим переможцем Прем'єр-ліги, проте підпис під контрактом ставити не поспішав. На початку 2017 року перейшов до катарського «Аль-Маркія»
26 липня 2018 року підписав контракт з СІКом. Проте наприкінці 2018 року залишив команду.
У серпні 2019 року Пітер Опійо та нігерієць Уче Калу підписали контракт з туркменським «Алтин Асиром». Вони стали першими легіонерами в історії клубу, а також першими легіонерами в Йокарі-Лізі 2019. Незважаючи на труднощі в підписанні контракту він приєднався до команди, в середині листопада 2019 року подав запит на розірвання контракту, а в грудні того ж року отримав статус вільного агента.
Потім два тижні тренувався разом з новачком еліти кенійського футболу «Найробі Сіті Старз», Пінчес приєднався до клубу другого дивізіону в січні 2020 року, підписавши 1,5-річний контракт.

## Кар'єра в збірній
Дебютував у футболці національної збірної Кенії під керівництвом німецького фахівця Антойна Гая, 14 травня 2009 року в програному (0:1) товариському поєдинку на стадіоні «Азаді» проти Ірану. Переможець домашнього для кенійців Кубку КЕСАФА 2013. Востаннє футболку національної команди одягав 2014 року.